# Refugio Bremen
Refugio Bremen e. V. ist ein psychosoziales und psychotherapeutisches Behandlungszentrum für Flüchtlinge und Folteropfer. Der gemeinnützige und mildtätige Verein versteht sich als neutral und unparteilich bezüglich religiöser und politischer Fragestellungen und fühlt sich den Inhalten der UN-Konvention gegen Folter sowie der UN-Menschenrechtserklärung verpflichtet. Refugio bietet ambulante und unentgeltliche Beratung und psychotherapeutische Behandlung für Geflüchtete und Folterüberlebende unterstützt von Sprachmittelnden.

## Gründungsgeschichte
In den Jahren 1987/88 kam es zu ersten Treffen von Aktiven aus der Flüchtlingssozialarbeit, Professionellen aus dem Gesundheitswesen mit politischem und / oder multikulturellem Hintergrund und Behördenmitarbeitenden mit ehrenamtlichem Engagement. Aus diesen Treffen resultierte eine „Initiative für ein psychosoziales Zentrum“. Am 3. Oktober 1989 kam es schließlich zur Gründung des Vereins „Initiative für ein psychosoziales Zentrum für ausländische Flüchtlinge und Folteropfer Bremen“. Der Name Refugio wurde zusätzlich mit in die Bezeichnung des Vereins aufgenommen. Eingetragen wurde der Verein im Vereinsregister Bremen (VR 4617) als „Refugio – psychosoziales Zentrum für ausländische Flüchtlinge e.V.“
Im Jahr 1991 beriet und behandelte das Zentrum bereits 121 Ratsuchende vor allem aus dem Iran, der Türkei und dem Libanon. 1997 war Refugio Gründungsmitglied der Bundesweite Arbeitsgemeinschaft der psychosozialen Zentren für Flüchtlinge und Folteropfer (BAfF e.V.).
Seit 2002 hat Refugio Bremen e. V. seinen Sitz in der Parkstraße 2–4 und verzeichnet einen stetigen Anwachs Ratsuchender (160–290) und festangestellter sowie ehrenamtlicher Mitarbeiter und Honorarkräfte. Seit 2017 befindet sich Refugio Bremen Außer der Schleifmühle 53. In Bremerhaven hat Refugio eine Anlaufstelle seit 2017 in der Kurfürstenstr. 4.

## Jubiläum
Im Jahr 2014 feiert Refugio Bremen e. V. sein 25-jähriges Bestehen mit einer Reihe von Veranstaltungen. Bei einem Festakt im Bremer Rathaus würdigte Anja Stahmann, die Bremer Senatorin für Soziales, Kinder, Jugend und Frauen, die Arbeit des Vereins und unterstrich die Bedeutung der Hilfen weit über die Landesgrenzen hinaus. Auch Bürgermeister Jens Böhrnsen bedankte sich für das außerordentliche Engagement des Vereins und seiner Mitarbeiter.
Auch das 30-jährige Jubiläum 2019 wurde entsprechend gewürdigt und mit einer Veranstaltungsreihe begleitet.

## Ziele und Arbeitsweise
Refugio Bremen e. V. richtet sich an Geflüchtete und Folterüberlebende, welche durch ihren Aufenthaltsstatus oder mangelnde Sprachmittlung keinen Zugang zu anderen therapeutischen Beratungs- oder Behandlungsangeboten haben. Refugio bietet unter anderem Einzelpersonen, Kindern sowie Jugendlichen und Familien:
- Psychosoziale Beratung, Diagnostische Abklärung, Orientierungsgespräche und Weitervermittlung an zuständige Stellen (soziale Hilfen, Rechtsberatung etc.)
- Psychotherapie, Körper-/Bewegungs-, Kunst- und Musiktherapie
- Niedrigschwellige Gruppenangebote (Gesprächsgruppe, Bewegungsgruppe, Fußball- und Tanzgruppe für Jugendliche etc.)
- Bereitstellung von Dolmetschern zur Kommunikation in der Muttersprache der Klienten
- Fortbildungen und Supervisionsangebote für Dolmetscher (auch Externe), Multiplikatoren und psychotherapeutische Fachleute
- Informations- und Öffentlichkeitsarbeit zum Themenspektrum Flüchtlinge, Trauma, Folter.

Angelehnt an die individuelle Bedürfnislage der Ratsuchenden, welche Refugio Bremen e. V. betreut, liegt der Fokus der Angebote auf der Hilfe zur Selbsthilfe der Klienten. Krisen und Extrembelastungen sollen gemildert, individuelle Ressourcen gestärkt werden.
Das Erarbeiten eines inneren Gleichgewichts steht im Mittelpunkt der Therapie und Beratung. Den Klienten soll somit das Gefühl und die Fähigkeit vermittelt werden, innerhalb der Möglichkeiten des restriktiven deutschen Ausländer- und Asylrechts, ihren Lebensweg selbstbestimmt gehen zu können.
Refugio legt einen großen Wert auf Gruppenarbeit, da Teilnehmende in einer Gruppe wichtiger Solidaritätserfahrungen machen und so eventuell wieder in eine menschliche Gemeinschaft geführt werden können. Soziale Fähigkeiten werden gestärkt und gegebenenfalls auch ein soziales Netzwerk gebildet.
Ein besonderer Schwerpunkt ist auch die Arbeit mit Kindern und Jugendlichen. Unter anderem werden seit 2012 über das Projekt Therapy and Advocacy der World Childhood Foundation unbegleitete minderjährige Flüchtlinge durch Refugio Bremen betreut.
Neben den professionellen Hilfsangeboten vermittelt Refugio Bremen auch Unterstützung durch ehrenamtliche Helfer.

## Dokumentarfilm „Wieder leben lernen“
In Zusammenarbeit mit der bremischen Filmemacherin Beate Neuhaus wurde im Jahr 2006 ein 45-minütiger Dokumentarfilm über die Arbeit von Refugio realisiert welcher Einblicke in die traumatherapeutische Arbeit ermöglicht.  Der Film versucht die individuellen Geschichten nachzuzeichnen, die als beispielhaft für die Schicksale und Alltagserfahrungen vieler Geflüchteter in Deutschland und Westeuropa betrachtet werden können. „Wieder leben lernen“ kann bei Refugio für Öffentlichkeits- und Bildungsarbeit angefordert werden.

## Kooperationen
Besonders enge Kooperationen bestehen im Netzwerk der Bundesweiten Arbeitsgemeinschaft der psychosozialen Zentren für Flüchtlinge und Folteropfer (BAfF e.V.) bezüglich fachlichem Austausch, Verwaltung, statistischer Datenerhebung und Evaluation.
Darüber hinaus kooperiert Refugio mit sozialen Hilfen, Rechtsberatungen, Beratungsstellen für Geflüchtete, Menschenrechtsorganisationen, Aktion Mensch, Institutionen des Bremer Gesundheitssystems, niedergelassenen Fachärzten und Psychotherapeuten sowie ehrenamtlichen Therapeuten.

## Professionelle Netzwerke
Refugio ist Mitglied im „Paritätischen“ und in der Bundesgemeinschaft der Psychosozialen Zentren Deutschlands (BAfF). Eine weitere Vernetzung besteht mit lokalen und regionalen psychosozialen und Flüchtlingskreisen.

## Fortbildungen
Refugio bietet regelmäßig Fortbildungen für Psychotherapeuten, Mitarbeitende der sozialen Arbeit und Multiplikatoren im Gesundheitswesen sowie Dolmetschende an, u. a. zum Thema Psychotraumatologie und Traumatherapie bei traumatisierten Geflüchteten und Folterüberlebenden an. Diese Fortbildungen sind von großer Bedeutung, da auch Fachpersonal oft Berührungsängste mit Flüchtlingen hat und sich die Behandlung nicht ohne Weiteres zutraut.

## Veröffentlichungen
Refugio tritt auch als Herausgeber von Schriften und anderen Medien auf, die sich mit der Flüchtlingsthematik befassen. Es erschienen unter anderem:
- Henriette Hermühlen, Marc Millies: Die Rolle von psychosozialer Beratung und Psychotherapie für die Teilhabe von Geflüchteten in der Aufnahmegesellschaft. Refugio Bremen, Bremen 2021.
- Beate Neuhaus: Wieder leben lernen. Refugio Bremen, Bremen 2006 (Film zu Forschungs- und Lehrzwecken).
- Refugio Bremen (Hrsg.): Mit Leib und Seele. Lebensbedingungen und Behandlung traumatisierter Flüchtlinge. Bremen 2000 (Fachtagungsband, 12.–14. Oktober 2000).
- Refugio Bremen (Hrsg.): „Nie hat man es hinter sich.“ Folter, Flucht, Massaker: Überlebensgeschichten von Flüchtlingen. Bremen 1999.

## Förderer
Refugio wird maßgeblich von Spenden finanziert und von verschiedenen Initiativen, Stiftungen, Fonds, kirchlichen Verbunden und dem Bremer Senat unterstützt. Eine spezielle Refugio-Stiftung besteht ebenfalls.

## Auszeichnungen
Für die Arbeit hat Refugio Bremen bereits eine Vielzahl an Auszeichnungen, Preisen und Nominierungen bekommen.
| Organisation                                               | Preis                                  | Jahr       | Auszeichnung     |
| ---------------------------------------------------------- | -------------------------------------- | ---------- | ---------------- |
| Sparkasse Bremen                                           | gemeinsam gut, Ausgezeichnetes Projekt | 2019       |                  |
| Town & Country Stiftung                                    | Stiftungspreis                         | 2019       |                  |
| Phineo                                                     | Wirksamkeitssiegel                     | 2016       |                  |
| Stiftung Bündnis für Kinder                                | Bündnis für Kinder Preis               | 2012, 2013 | 2. Platz         |
| Bundesministerium für Familie, Senioren, Frauen und Jugend | Deutscher Engagementpreis              | 2013       | Nominierung      |
| Deutschland – Land der Ideen                               |                                        | 2008       | Ausgewählter Ort |
| Kroschke Stiftung für Kinder                               | Kroschke Preis                         | 2008       |                  |
| Bremer Rat für Integration                                 | Bremer Förderpreis für Integration     | 2007       | 3. Platz         |